# Shulamit Ran
Shulamit Ran (in ebraico שולמית רן‎?; Tel Aviv, 21 ottobre 1949) è una compositrice israeliana naturalizzata statunitense.
Si trasferì da Israele a New York a 14 anni, con una borsa di studio presso il Mannes College of Music. La sua Sinfonia (1990) le fece vincere il Premio Pulitzer per la musica. A questo proposito è stata la seconda donna a vincere il Premio Pulitzer per la Musica, il primo dei quali andò a Ellen Taaffe Zwilich nel 1983. Si è esibita come pianista in Israele, Europa e Stati Uniti e le sue opere compositive sono state eseguite in tutto il mondo da una quantità di orchestre e gruppi da camera.

## Biografia

### Primi anni
Nata in Israele nel 1949, Shulamit Ran cominciò a comporre canzoni su poesie ebraiche all'età di sette anni. All'età di nove anni, studiava già composizione con alcuni dei più importanti compositori di Israele, in particolare Alexander Boskovich e Paul Ben-Haim. Da bambina la musica cantorale ebraica suonata alla radio da suo padre ebbe un enorme impatto sulla Ran. Questo è evidente nella sua opera Between Two Worlds-The Dybbuk.
Poté continuare i suoi studi di composizione anche da adulta grazie alle borse di studio del Mannes College of Music di New York e la Fondazione Culturale American Israel. Oltre al pianoforte ha studiato composizione con Norman Dello Joio e Ralph Shapey. Mentre era negli Stati Uniti ha studiato pianoforte con Nadia Reisenberg e Dorothy Taubman. Durante il suo periodo passato negli Stati Uniti, Shapey ed il compositore Elliott Carter aiutarono la formazione della voce compositiva di Ran, che era in continua evoluzione.

### Giovane leader
Dopo aver studiato con Shapey, egli incoraggiò la Ran a continuare nel suo percorso di formazione musicale. Nel 1973, all'età di 26 anni, Shulamit Ran entrò alla facoltà presso l'Università di Chicago, dove attualmente presta servizio come Andrew MacLeish Distinguished Service Professor, presso il Dipartimento di Musica e come direttore artistico di Contempo (precedentemente Contemporary Chamber Players). Ran si ritirò dalla sua posizione presso l'Università di Chicago nel giugno 2015. È diventata anche membro dell'American Academy of Arts and Letters, e dell'American Academy of Arts and Sciences.

## I suoi lavori

### Commissionati
Il pezzo di Shulamit Ran "Legends" è stato commissionato per i centenari della Chicago Symphony Orchestra e la Università di Chicago.

### Esecutori
Le opere di Shulamit Ran sono state eseguite da molte delle più importanti orchestre del mondo, tra cui la New York Philharmonic, Orchestra filarmonica d'Israele, Chicago Symphony Orchestra, la Orchestra di Filadelfia, l'Orchestra di Cleveland, l'Orchestra di Gerusalemme, l'Orchestre de la Suisse Romande, l'Amsterdam Philharmonic, l'Orchestra Sinfonica di Baltimora, la National Symphony Orchestra, l'Orchestra of St. Luke's, e l'American Composers Orchestra.
I lavori della Ran sono altresì stati eseguiti da: Contemporary Chamber Players of the University of Chicago, Da Capo Chamber Players, Dolce Suono Ensemble, il New York New Music Ensemble, il Contemporary Chamber Ensemble, Twentieth Century Consort, Monday Evenin Concerts in Los Angeles, Callisto Ensemble, both Collage and Musica Viva in Boston, la Chicago Symphony Orchestra’s MusicNOW, i Pennsylvania Contemporary Players, il Mendelssohn String Quartet, il Lark Quartet, il Penderecki Quartet, il Cassatt Quartet, il Peabody Trio, Musical Elements, San Francisco Contemporary Music Players e la Chamber Music Society del Lincoln Center.
La sua musica è stata eseguita in tutto il mondo, in luoghi come la Biblioteca del Congresso, il Kennedy Center, su "Musica Oggi" a New York e al Tanglewood, Aspen, Santa Fe e ai festival estivi Yellow Barn.

## Lavori

### Orchestra da camera
- A Prayer (1981) - Corno, Clarinetto, Clarinetto basso, Fagotto, e Timpani
- Bach-Shards (2002) - Quartetto d'Archi
- Chicago Skyline (1991) - Ottoni e Percussioni
- Concerto da Camera I (1985) - Quintetto di fiati
- Concerto da Camera II (1987) - Quartetto d'Archi e Piano
- Concerto da Camera III (Under the Sun’s Gaze) (2003-2004)
- Double Vision (1976) - Due Quintetti (Fiati e Ottoni) e Piano
- Excursions (1980) - Violino, Violoncello e Piano
- Fault Line (2005-2006) -
- Quartetto d'Archi No. 3 - Glitter, Shards, Doom, Memory (2013)
- Invocation (1994) per Corno, Timpani e Campanelli
- Lyre of Orpheus (2009) per Sestetto d'Archi con Violoncello solo
- Mirage (1990) per Cinque suonatori
- Moon Songs (2011) per Voce, Flauto (raddoppia l'Ottavino), Violoncello, e Piano
- Private Game (1979) per Clarinetto e Violoncello
- Soliloquy (1997) per Violino, Violoncello e Piano
- Sonatina (1961) per due flauti
- Song and Dance (2007) Duo per Sassofoni e Percussioni
- Quartetto d'Archi No. 1 (1984)
- Quartetto d'Archi No.2 - Vistas (1988–89)

### Assolo strumentale
- East Wind (1987) per Flauto
- Fantasy Variations (1979, rev. 1984) per Violoncello solo
- per an Actor (1978) Monologo per Clarinetto
- Ha’llel (2005) per Organo solo
- Hyperbolae (1976) per Pianoforte
- Inscriptions (1991) per Violino solo
- Piano Sonata No. 2 (Senza data)
- Short Piano Pieces (Senza data)
- Sonata Walzer (1983) per Pianoforte
- Three Fantasy Pieces (1971) per Violoncello and Pianoforte
- Three Scenes (2000) per Clarinetto
- Verticals (1982) per Pianoforte

### Opera
- Between Two Worlds (The Dybbuk) Opera in due atti (1997)

### Orchestra
- Concert Piece (1970) per Pianoforte e Orchestra
- Concerto per Orchestra (1986)
- Legends per Orchestra (1992–93, rev. 2001)
- The Show Goes On per Clarinetto e Orchestra (Ha’hatzaga Nimshechet) (2008)
- Symphony (1989–90)
- Vessels of Courage and Hope per Orchestra (1998)
- Violin Concerto (2002–03)
- Voices (2000) per Flautista con Orchestra
- Yearning (1995) per Violino e Orchestra d'Archi

### Trascrizioni (Trascritti da Cliff Colnot)
- Fanfare per Ottoni (1991)
- Soliloquy II (2007) per Violino, Archi e Percussioni
- Three Fantasy Movements (1993) per Violoncello e Orchestra

### Voce e Coro
- Adonai Malach (Salmo 93) (1985)
- Amichai Songs (1985)
- Apprehensions per Voce, Clarinetto e Pianoforte (1979)
- Credo/Ani Ma’amin (2006)
- Ensembles for 17 (1975) per Soprano e Gruppo Strumentale
- Fanfare for Multi-Tracked Sopranos (1981)
- Hatzvi Israel Eulogy (1969 per Mezzosoprano, Flauto, Arpa, Quartetto d'Archi
- O The Chimneys (Not Yet Released) per Mezzosoprano e Orchestra da Camera1
- Shirim L’Yom Tov (Four Festive Songs) (2003 e 2005) per Coro a Cappella
- Supplications per Coro ed Orchestra (senza data)

## Successi
I successi di Shulamit Ran comprendono le borse di studio e le commissioni da parte di: Martha Baird Fondo Rockefeller, Ford Foundation, il National Endowment for the Arts, la Fondazione Guggenheim, la Fondazione Fromm Musica, WFMT, Chamber Music America, la Fondazione Musicale Serge Koussevitzky nella Biblioteca del Congresso, l'American Academy of Arts and Letters, l'Eastman School of Music, l'American Composers Orchestra, la Chamber Music Society del Lincoln Center, la Orchestra di Filadelfia, la Chicago Symphony Orchestra, la Orchestra Sinfonica di Baltimora, e molti altri.
La sua Sinfonia, eseguita nel 1990, le ha fatto vincere il Premio Pulitzer nel 1991 e si è piazzata prima al Kennedy Center per il Kennedy Center Friedheim Award. Questo fa di lei la seconda donna a vincere il Premio Pulitzer per la musica, la prima fu Ellen Taaffe Zwilich nel 1983. Ha avuto cinque dottorati onorari e le opere pubblicate da Theo Presser Società e l'Istituto di Musica di Israele. In aggiunta a questo, è stata registrata da oltre 12 etichette.